# Mulenga Kapwepwe
Mulenga Mpundu Kapwepwe (nascida em 7 de outubro de 1958) é uma autora da Zâmbia, co-fundadora do Museu de História das Mulheres da Zâmbia e é filha do ex vice-presidente da Zâmbia Simon Kapwepwe.  Ela também é conhecida por construir bibliotecas em Lusaca, capital da Zâmbia, para ajudar crianças pequenas a receberem educação.

## Carreira
Kapwepwe começou a escrever as suas próprias peças no início da sua carreira com a falta de uma educação formal de teatro. Como autora, Kapwepwe escreveu várias peças e livros premiados. Além de escrever e produzir materiais educativos, contos e peças de teatro, Mulenga produziu vídeos, programas de televisão e rádio em vários assuntos.
Ela atuou como presidente do Conselho Nacional de Artes da Zâmbia, de 2004 até 2017. Ela também atuou como patrona de várias associações, incluindo a Associação de Mulheres em Artes Visuais, a Associação de Dança e Música Folclórica da Zâmbia e a Associação Juventude pela Cultura. Foi vice-presidente da Associação Cultural Ukusefya pa Ngwena, do Conselho de Artes Visuais da Zâmbia e da Associação das Mulheres Escritoras da Zâmbia. Kapwepwe também participa na Comissão da Zâmbia para a UNESCO e no Instituto de Artes da África e é o presidente da Rede Arterial.

### Museu da História das Mulheres
Em 2016, Kapwepwe, juntamente com sua contraparte, Samba Yonga, desenvolveu o Museu Zambiano de História da Mulher, inicialmente como uma oferta apenas online, mas com a intenção de haver um local físico para permitir a exibição de artefactos coletados pelo projeto. O projeto é em conjunto com o museu Kvinnohistoriskt, um museu de história feminina na Suécia. Esta iniciativa visa aumentar o número de narrativas na Wikipédia de mulheres zambianas que contribuíram para a história tradicional e contemporânea do país, e ajudam a tornar a internet mais igualitária ao género.

## Reconhecimento
É uma das 100 Mulheres da lista da BBC de 2020.

## Livros notáveis
- Some Bemba Names and Their Meanings - 2002
- Times and Seasons in Bemba - 2003
- Traditional Bemba Dress and Ornament - 2003
- Traditional Bemba Foods And Beverages - 2003